# Preah Pralay
Preah Pralay es una comuna (khum) del distrito de Trapeang Prasat, en la provincia de Oddar Mean Chey, Camboya. En marzo de 2008 tenía una población estimada de 2852 habitantes.
Se encuentra ubicada al norte del país, cerca de los montes Dangrek y de la frontera con Tailandia.